# Willem Roelofs
Willem Roelofs (Amsterdã, 10 de março de 1822 – Berchem, 12 de maio de 1897) foi um pintor holandês.

## Biografia
Willem Roelofs nasceu em Amsterdã em 10 de março de 1822. Quando ele era jovem, sua família mudou-se para Utrecht, onde seu pai se tornou um membro alistado da Sociedade de Pintores e Desenhadores de Utrecht e recebeu aulas do artista Abraham Hendrik Winter. Em junho de 1839, mudaram-se para Haia para que o jovem Willem pudesse estudar na Academia de Artes Visuais daquela cidade e treinar no ateliê de Hendrik van de Sande Bakhuyzen.
Em 1847, esteve envolvido na constituição da sociedade de artistas “The Hague Pulchri Studio”. Em 1847, ele deixou Haia repentinamente e foi morar em Bruxelas, onde permaneceu até 1887. De 1866 a 1869, ele treinou Hendrik Willem Mesdag, que se tornaria um dos mestres da escola de Haia. Seus outros alunos foram Paul Gabriël, Frans Smissaert, Willem de Famars Testas e Alexander Mollinger. Em 1850, ele foi cativado por Barbizon na área de Fontainebleau na França. Ele voltou para lá duas vezes, em 1852 e 1855. Ele ajudou na fundação da Societé Belge Aquarellistes em Bruxelas em 1856.
Ele sem dúvida forneceu o impulso espiritual para os pintores da natureza que mais tarde dominariam a escola de Haia. Além da pintura, também se ocupou da entomologia, onde se especializou em besouros . Ele publicou sobre eles em revistas científicas ilustradas e os identificou para o museu de história natural de Leiden (o atual Naturalis). Em 1855, ele fundou a associação belga de entomologia, da qual se tornou presidente em 1878. Sua extensa coleção de Curculionidae tornou-se a base da coleção entomológica de besouros do Museu Natuurhistorisch em Bruxelas. Seguindo seu conselho, Vincent van Gogh matriculou-se no outono de 1880 em Bruxelas.

## Pinturas

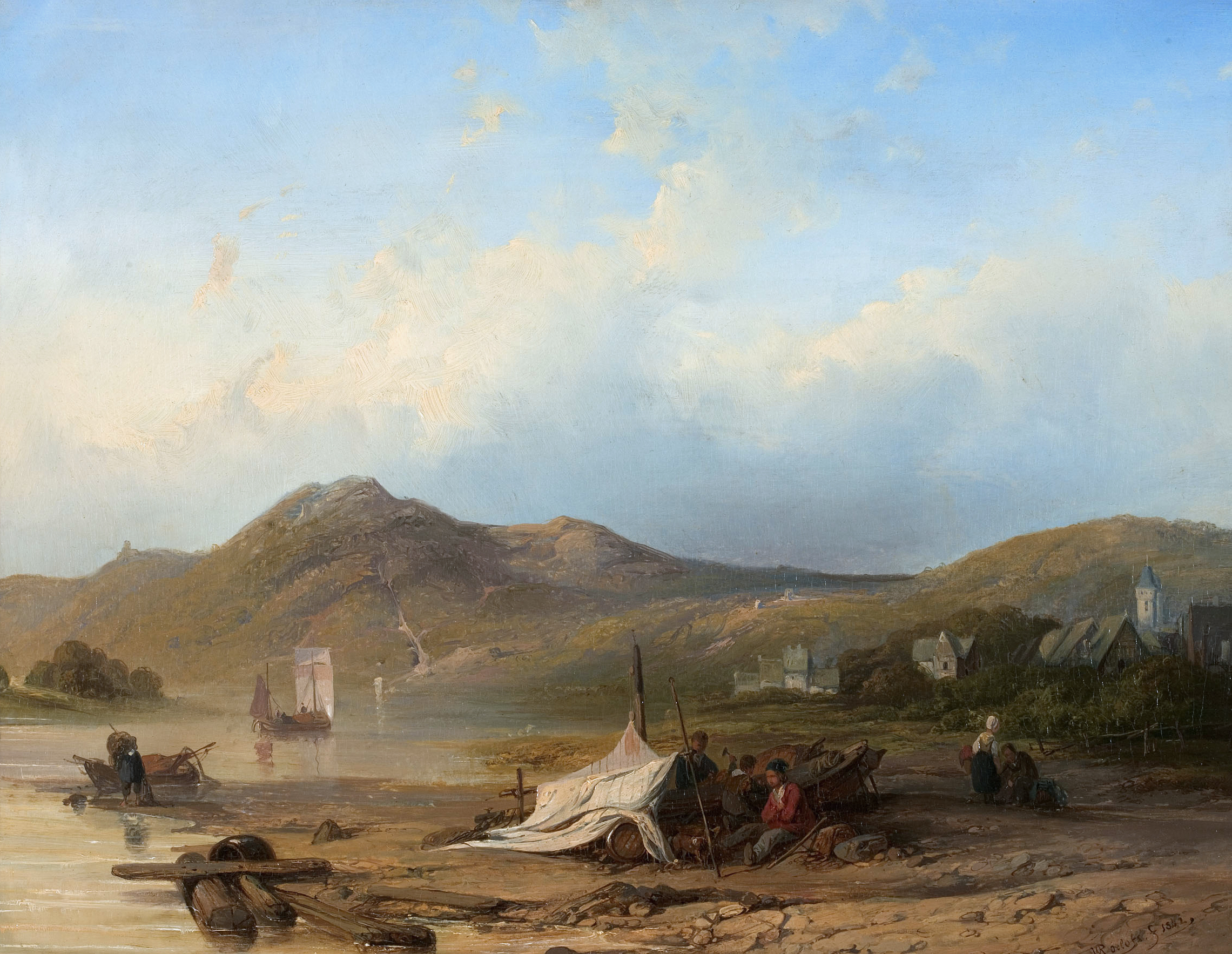
W. Roelofs, paisagem do rio, 1842, óleo sobre painel de madeira,Gemeentemuseum Den Haag.
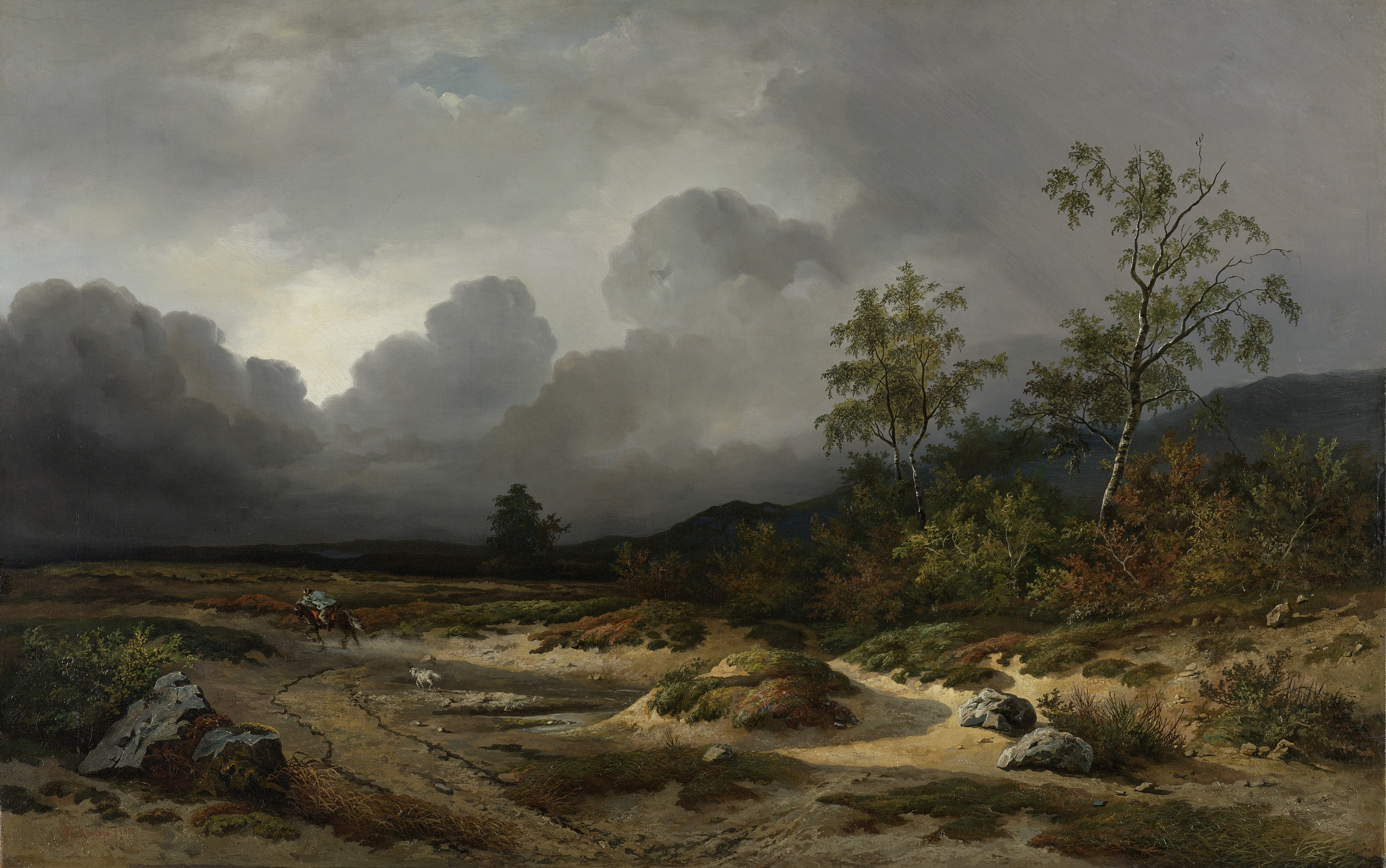
W. Roelofs, Paisagem em uma tempestade que se aproxima, 1850, óleo sobre tela,  Rijksmuseum.
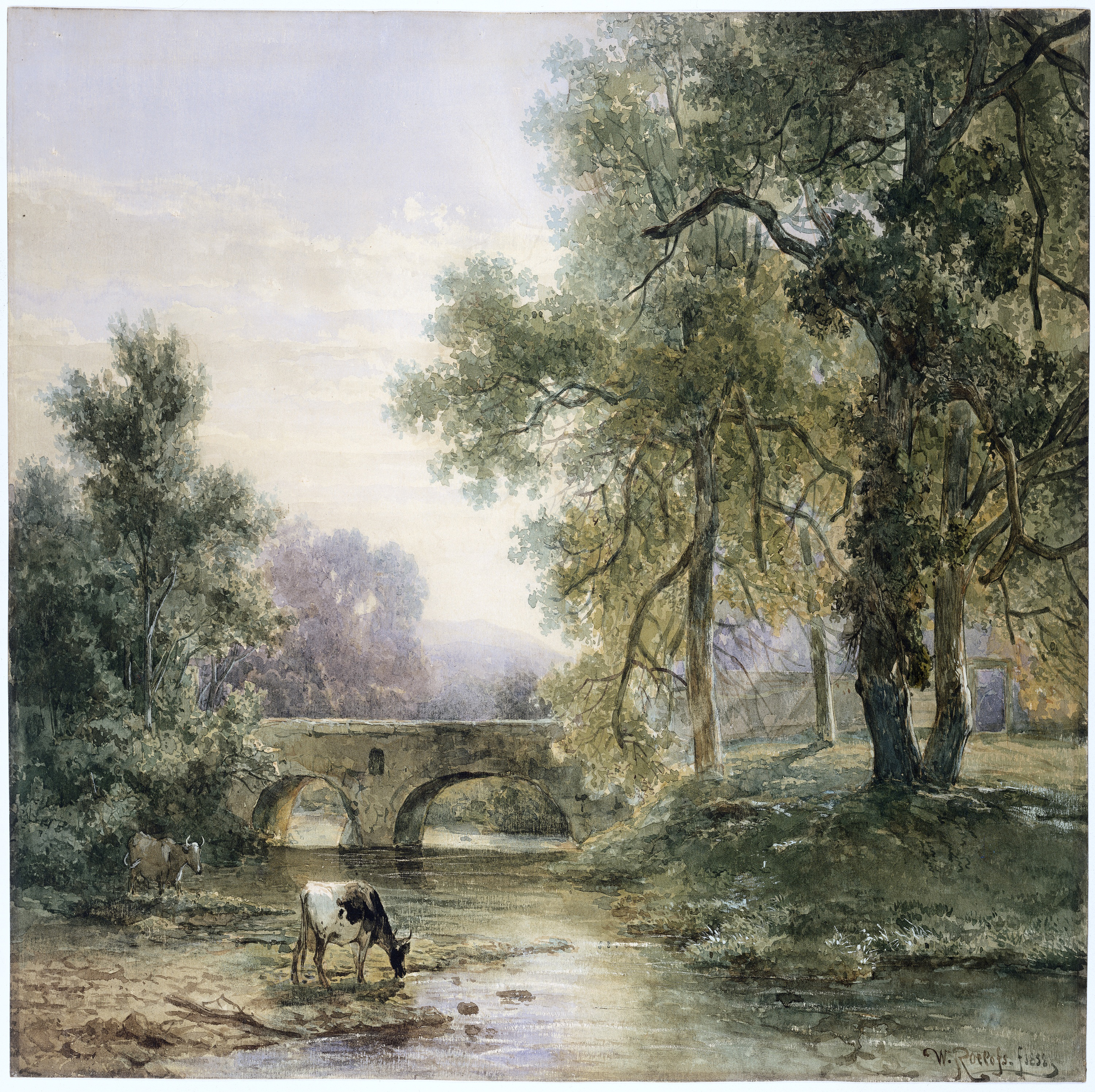
W. Roelofs, paisagem arborizada com ponte de pedra sobre um rio ', 1852, aquarela sobre papel.
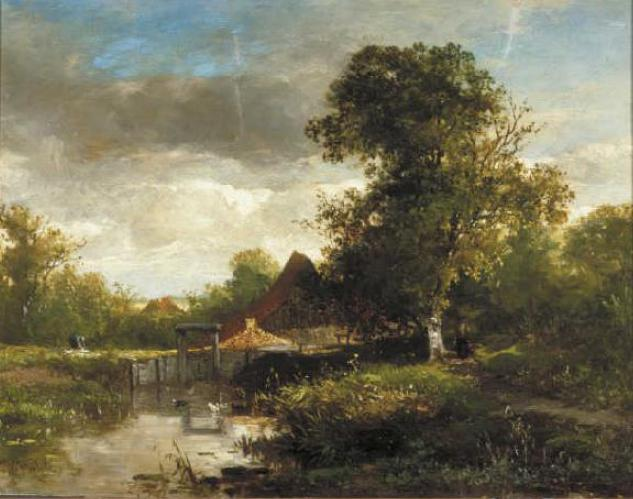
W. Roelofs, Paisagem com Árvores e Água, c. 1855, óleo em painel de madeira.
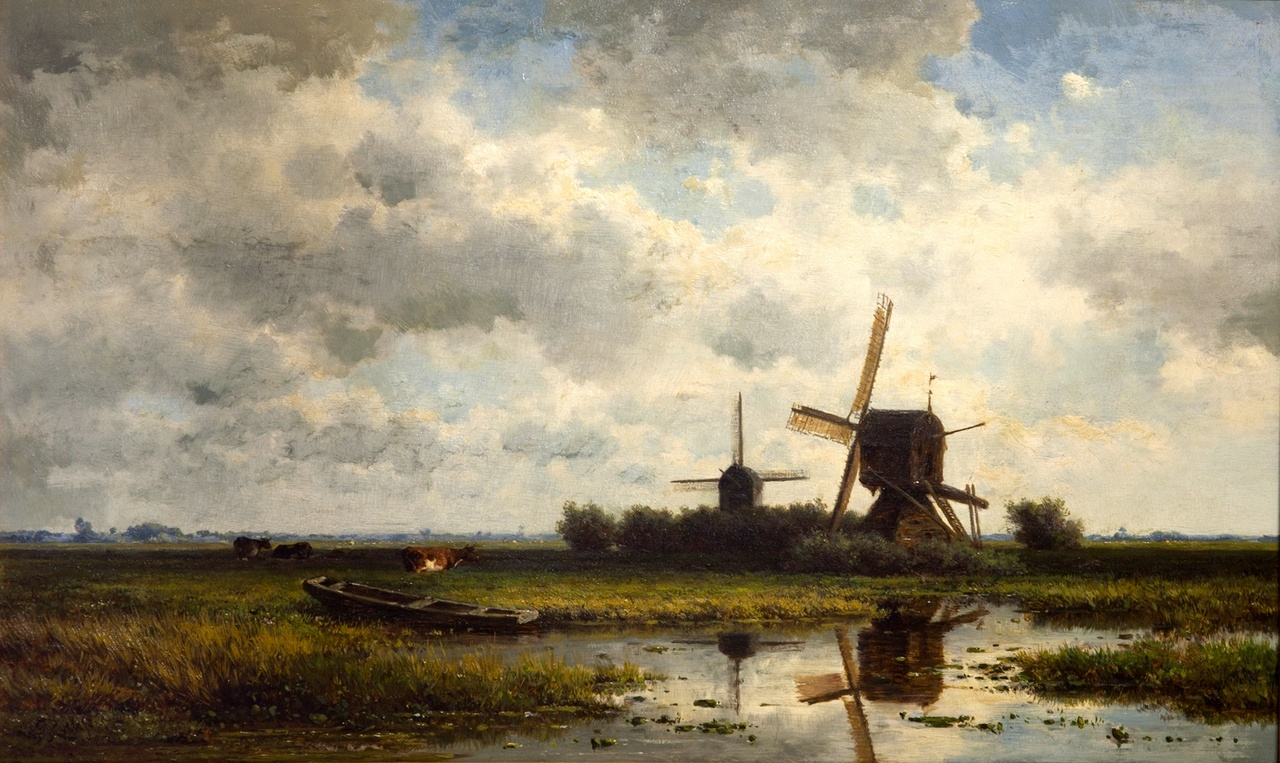
W. Roelofs, In 't Gein, c. 1860, pintura a óleo, no Museu Teylers.
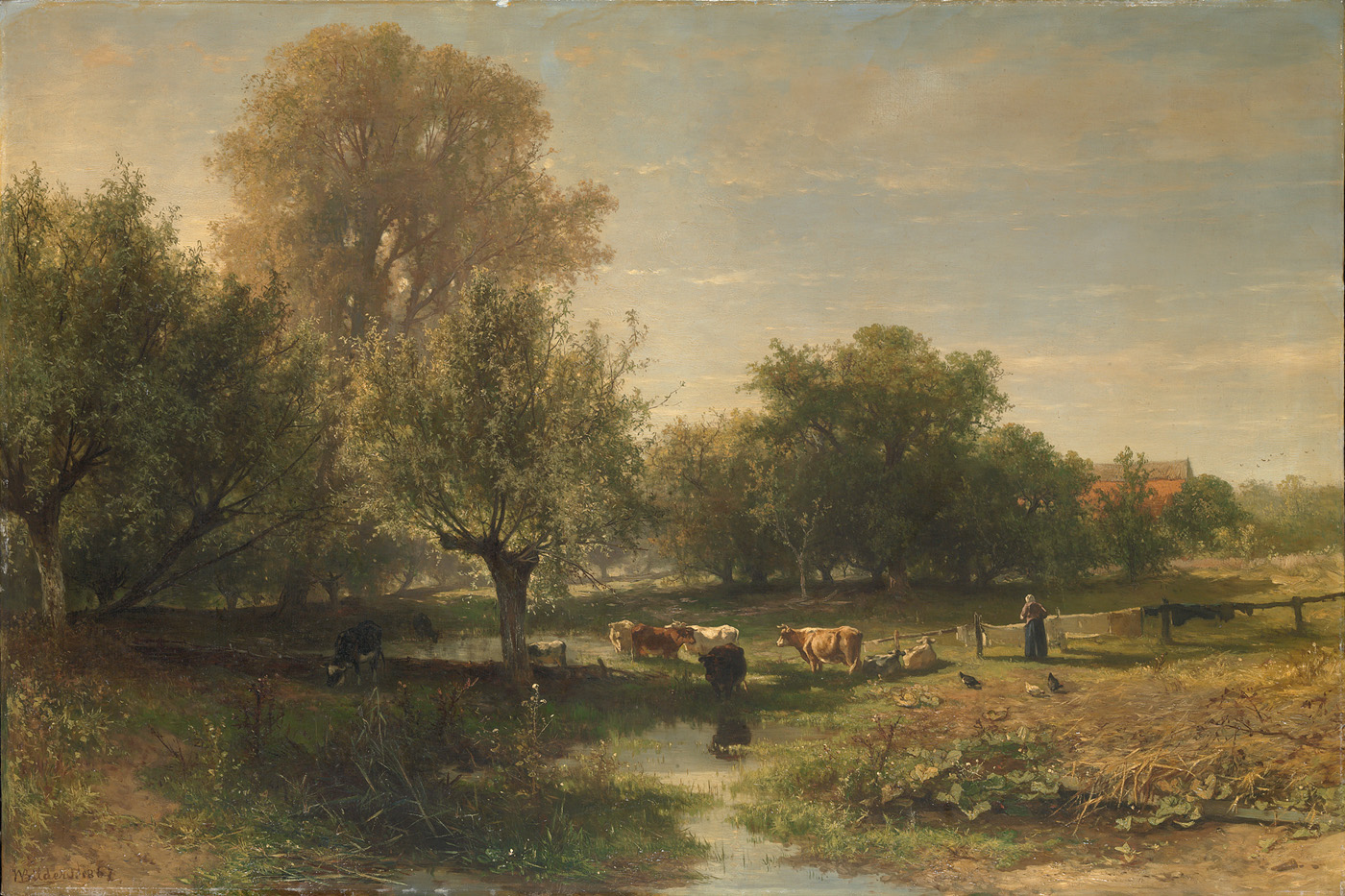
W. Roelofs, Paisagem com gado perto de Oosterbeek, 1867, óleo sobre tela, Museu de Amsterdã.
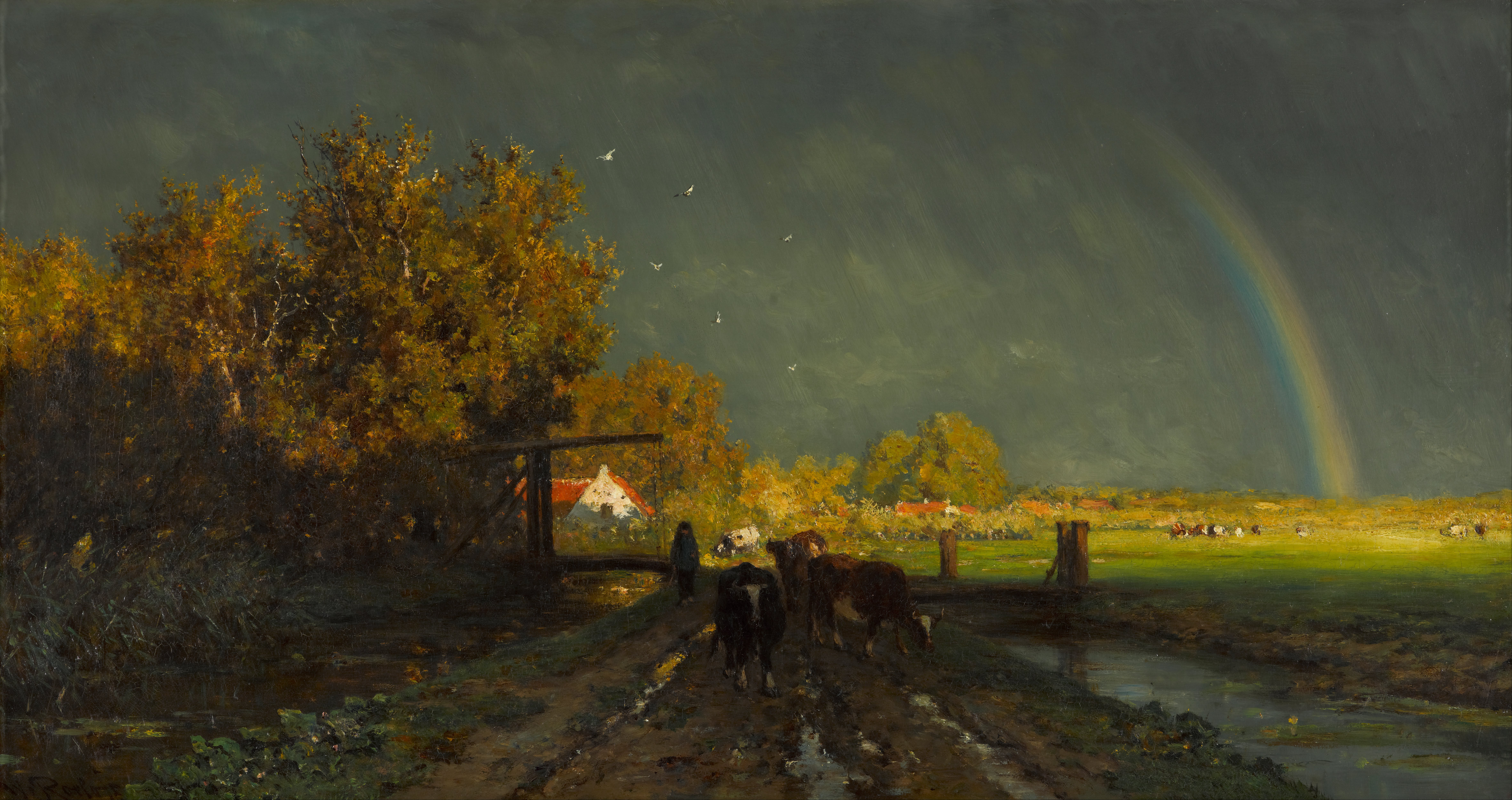
W. Roelofs, The Rainbow, 1875, óleo sobre tela, Gemeentemuseum Den Haag.
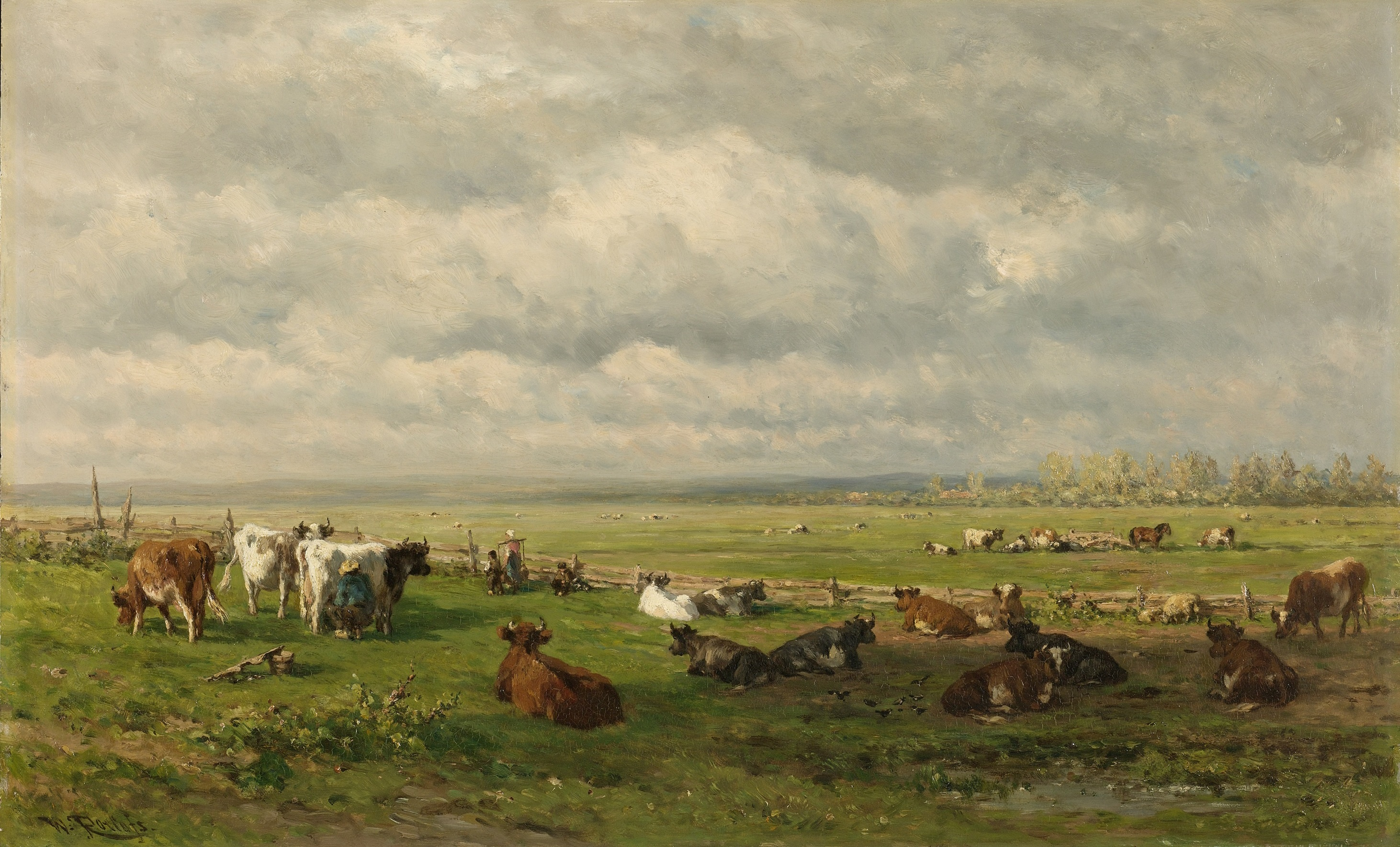
W. Roelofs, Pasture landscape with cattle', c. 1880, oil on canvas, Rijksmuseum.
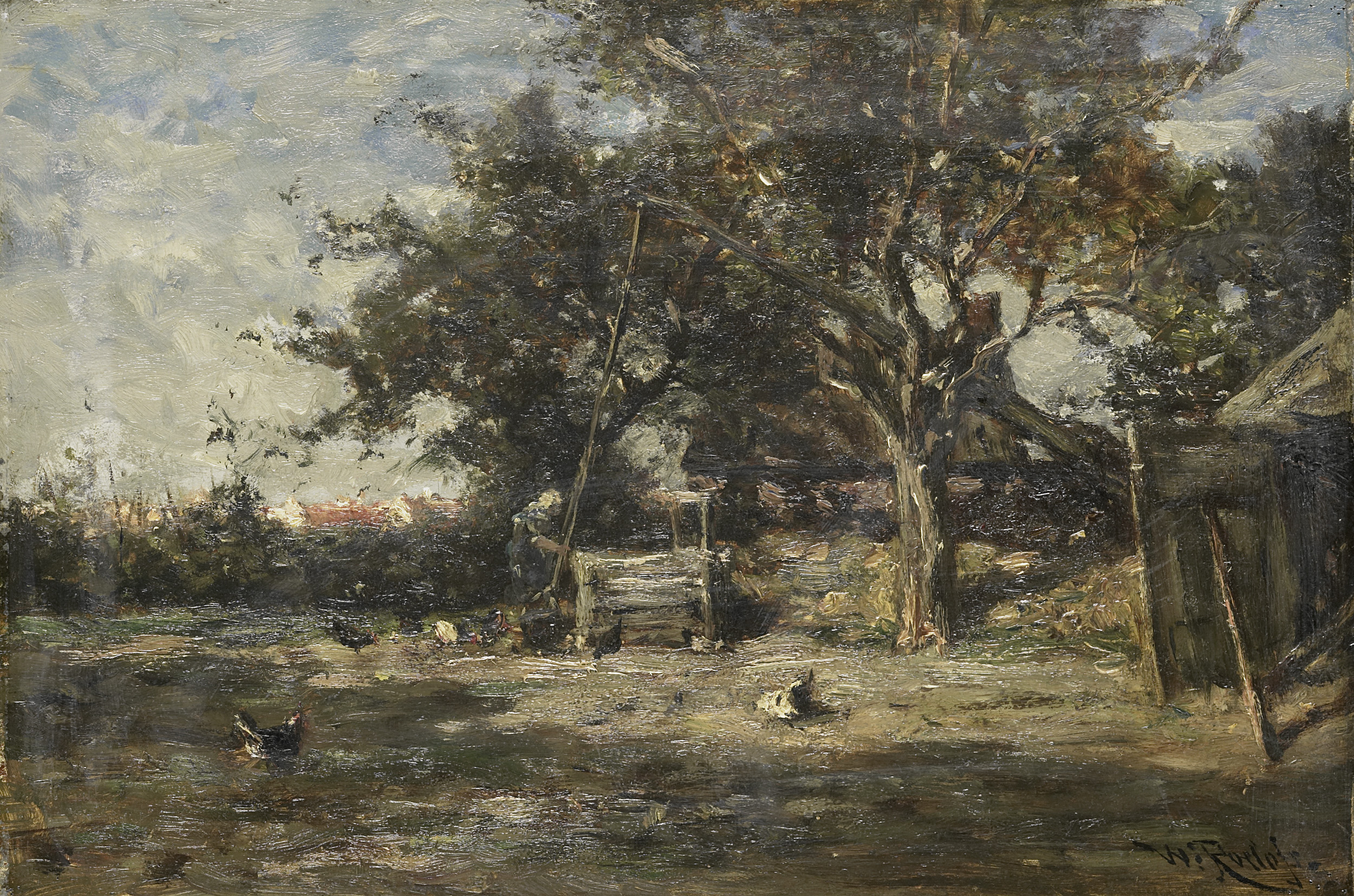
W. Roelofs, Paisagem de pastagem com gado', c. 1880, óleo sobre tela, Rijksmuseum
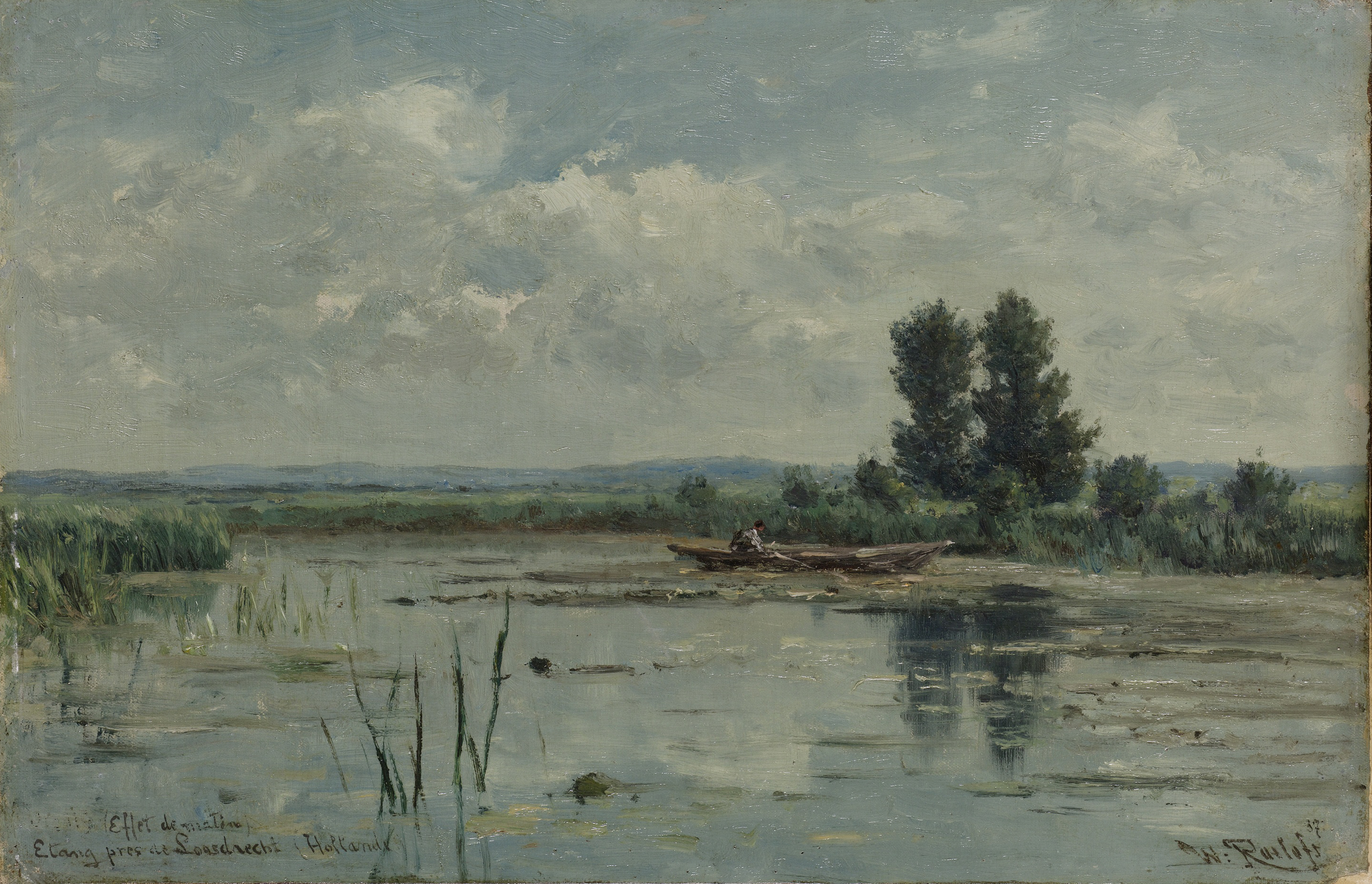
W. Roelofs, Atmosfera matinal - Lagoa perto de Loosdrecht (início da manhã)[3] 1887, óleo sobre tela, Rijksmuseum